# Феликс Унгер
Феликс Унгер (Клагенфурт, 2. март 1946) аустријски je кардиохирург, академик и инострани члан Одељења медицинских наука Српске академије наука и уметности од 26. октобра 2000. Године 1986. је извршио прву трансплантацију вештачког срца у Европи.

## Биографија
Завршио је основне студије на Медицинском факултету Универзитета у Бечу 1971, постдипломске студије на Универзитетској клиници за кардиологију у Бечу 1972. и Универзитетској хируршкој клиници у Бечу 1977. и усавршавао се као истраживач у Хјустону 1975. године. Радио је као редовни професор на Медицинском факултету Универзитета у Бечу и Инзбруку од 1983, као директор Универзитетске клинике за кардиологију 1985—2011, као директор Европског кардиолошког институт 1990—2013. и Европског института за здравље 2001—2017.
Оснивач је и председник Европске академије наука и уметности у Салцбургу 1990, дописни је члан Академије наука и уметности Нордрајн-Вестфалије, Литванске академије наука, Словеначке академије наука и уметности, члан је Словачке академије наука, Светске академије наука и уметности, Њујоршке академије наука, почасни је члан Мађарске академије наука, инострани је члан Македонске академије наука и уметности, Грузијске националне академије наука и Одељења медицинских наука Српске академије наука и уметности од 26. октобра 2000.
Феликс Унгер је хирург пионир, суоснивач Европске академије наука и уметности, организације која данас броји преко 1.800 чланова, а на челу Академије је као њен председник од 1990. године.
Током своје дугогодишње каријере објавио је преко 400 радова и 17 књига о кардиомедицини и члан је најзначајнијих научних удружења у својој области као и многих академија наука.
Носилац је почасног доктората Универзитета у Будимпешти 1994, у Темишвару 1994, у Токију 1994, у Марбургу 2002, у Риги 2003, у Београду 2007, у Атини 2009, у Санкт Петербургу 2012, у Араду 2013, у Клужу 2013, у Тирани 2014, у Самари 2016. и у Марибору 2017. године. Добитник је награде „Др. Карл Ренер” 1975, награде „Сандоз” 1980, медаље „Пуркине” 1991, медаље „Карилинс” 1992, награде „Паулс Страдинш” 2009, медаље коју додељује председник Републике Словачке 2011. и Великог сребрног одликовања за заслуге Републике Аустрије 2012. године.
Био је члан управног одбора Берлинске школе креативног лидерства од 2015. до 2020. године.
Унгер је ожењен Моником фон Фиореши и они имају два сина, Стефана и Матауса.